# Leonid Tkachenko
Leonid Tkachenko (en ruso: Леонид Иванович Ткаченко; Stari Krym, RSS de Ucrania, 1 de octubre de 1953-4 de enero de 2024) fue un futbolista y entrenador de fútbol ucraniano que jugó en la posición de defensa.

## Carrera

### Jugador
| Periodo   | Club                   | Apariciones | Goles |
| --------- | ---------------------- | ----------- | ----- |
| 1971-1974 | FC Baltika Kaliningrad | 0           | 0     |
| 1975–1977 | FC Polissya Zhytomyr   | 102         | 16    |
| 1978-1983 | FC Metalist Járkov     | 220         | 22    |

### Entrenador
| Periodo   | Club                           |
| --------- | ------------------------------ |
| 1989-1992 | FC Metalist Járkov             |
| 1992      | Ucrania                        |
| 1993-1994 | FC Temp Shepetivka             |
| 1995-1998 | FC Baltika Kaliningrad         |
| 1999      | FC Sokol Sarátov               |
| 2001-2002 | FC Anzhi Majachkalá            |
| 2002-2003 | FC Sokol Sarátov               |
| 2005-2006 | FC Baltika Kaliningrad         |
| 2007-2008 | FC Dynamo Saint Petersburg     |
| 2009      | FC Baltika Kaliningrad         |
| 2010      | FC Baltika Kaliningrad         |
| 2011–2013 | FC Petrotrest Saint Petersburg |
| 2013–2014 | FC Sever Murmansk              |
| 2014–2015 | FC Volga Tver                  |

## Logros

### Jugador
- Segunda División Soviética de Fútbol (2): 1978, 1981[5]

### Entrenador
- Persha Liha (1): 1992/93
- Liga de Fútbol Profesional de Rusia (1): 2011/12
- Liga Nacional de Fútbol de Rusia (2): 1995, 2005